# Dmitrij Ajnałow
Dmitrij Ajnałow (ros. Дми́трий Вла́сьевич Айна́лов, ur. 1862, zm. 1939) – akademik. 
Historyk sztuki. Członek korespondent Petersburskiej Akademii Nauk od 1914, profesor Uniwersytetu Petersburskiego. W latach 30. w więzieniu .